# Dumitru Baicu
Dumitru Baicu (cunoscut cu porecla "Cacurică" (gândac); n. 1931, comuna Bolintin-Vale, județul Ilfov, România – d. 9 septembrie 2007, București) a fost un lăutar, un membru  al Tarafului de Haiduci (Taraf de Haïdouks), o trupă de romi de la Clejani, România. El a fost considerat a fi unul dintre cei mai buni țambaliști romi din lume.